# Microstylum biggsi
Microstylum biggsi là một loài ruồi trong họ Asilidae. Microstylum biggsi được Oldroyd miêu tả năm 1960. Loài này phân bố ở vùng nhiệt đới châu Phi.